# Ove C. Alminde
Ove C. Alminde, född 20 januari 1933, död 4 mars 2014, var borgmästare i Birkerøds kommun för Konservative Folkeparti. Han valdes till kommunfullmäktige i Birkerød under 1985 för de konservativa. Från 1993 till 1997 och igen 2001 till 2007 var han borgmästare i Birkerød.
Birkerød skulle år 2007 uppgå i Rudersdals kommun. Vid kommunalvalet 2005 valde Konservative Christian Kjær som huvudkandidat, vilket ledde till att Alminde lämnade partiet i protest och satt resten av mandatperioden som fristående.